# X (manga)
X (v japonském originále エックス, Ekkusu) také známá jako X/1999, je japonská šódžo manga vytvořená kreativní skupinou CLAMP. Má zatím 18 dílů, které jsou vydávány v časopisu Gekkan Asuka už od května 1992. Podle této mangy byla následně vytvořena OVA a animovaný film. Dále byl od 3. října 2001 do 27. března 2002 vysílán stejnojmenný 24dílný anime seriál.

## Příběh
Odehrává se v autory pozměněném Tokiu. V něm se odehrává po návratu hlavního hrdiny Kamuie boj mezi vyvolenými lidmi se speciálními schopnostmi (ovládají oheň, blesky ad.). Tito lidé se dělí na dva tábory – draky nebes a země. Oba tábory jsou vedeny vědmami – princeznami, které jsou zároveň sestry. V tomto anime je ukázáno, že Japonci si nebe a peklo vykládají díky vlivům například Evropy. Draky nebes a země si lze vyložit jako dobro a zlo, ale při druhém pohledu a zamyšlení zjistíme, že tomu tak není. Draci nebes chtějí zachování světa tak, jak je a zachování lidstva. Draci země oproti tomu, chtějí vyhladit lidstvo, aby se planeta mohla zotavit a život mohl začít znova.